# Gotō Mototsugu
Gotō Mototsugu (後藤基次?   fallecido en 1615), también conocido como Gotō Matabei (後藤又兵衛?) fue un samurái del período Sengoku de la historia de Japón. Peleó bajo las órdenes de Kuroda Yoshitaka y posteriormente para Toyotomi Hideyoshi durante las invasiones a Corea y en la Batalla de Sekigahara. 

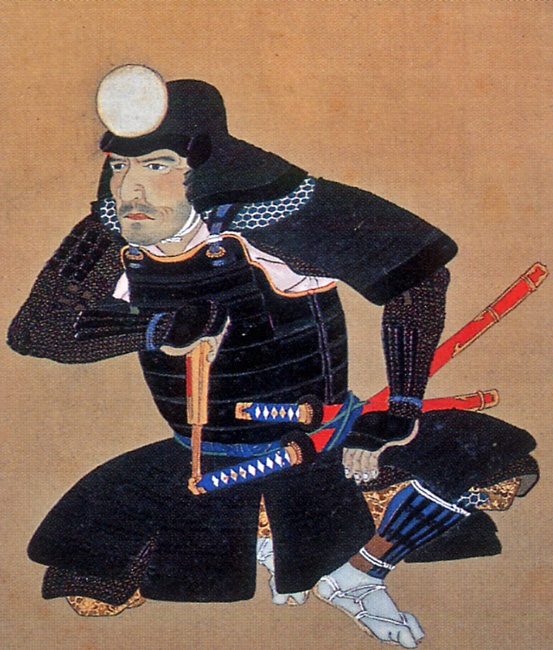
Gotō Mototsugu

Murió durante la Batalla de Dōmyōji, la cual formó parte del Asedio de Osaka de 1615 cuando luchaba en el bando de Toyotomi Hideyori.